# دالورثينغتون غاردنز (تكساس)
دالورثينغتون غاردنز (بالإنجليزية: Dalworthington Gardens)‏ هي مدينة أمريكية تقع في ولاية تكساس.تبلغ مساحة هذه المدينة 4.7 (كم²)،ويبلغ عدد سكانها 2259 نسمة حسب إحصاء سنة 2010 م.